# Enrique Maluenda
Héctor Enrique Maluenda Meneses, mais conhecido como Enrique Maluenda (Santiago, 5 de agosto de 1935 – 22 de outubro de 2023), foi um apresentador de televisão chileno, que desenvolveu uma importante carreira tanto em seu país como em Peru e Porto Rico.

## Família e estudos
Nasceu em Santiago em 1935, filho de Enrique Maluenda Astudillo e Hilda Meneses. Estudou no Liceo Manuel Barros Borgoño de sua cidade natal.
Casou-se aos 19 anos, tendo dois filhos, e enviuvou ainda jovem. Em 1962 conheceu  Mercedes Ramírez Quiroz, com quem contraiu casamento em 7 de dezembro de 1973, e teve três filhos.

## Carreira

### Início e sucesso
Começou como locutor em rádio Prat, em 1955, e posteriormente na rádio Corporação, ambas de Talca. Seu primeiro trabalho em televisão foi em De fiesta con Los Flamingos em 1962, um programa dominical no Canal 13, no entanto decidiu mudar-se para o Peru —dado a rejeição que o presidente de Chile Jorge Alessandri tinha pela televisão — onde animou El show de la una, renomeado posteriormente El hit de la 1, na Panamericana Televisão entre 1964 e 1968, e emitido em canais de Equador, Estados Unidos, México e Porto Rico. Nesta última ilha realizaria, desde 1968, um programa no Canal 11.
A seu regresso a Chile em 1970, apresentou o programa Sábados en nel 9 no Canal 9, que concorreu diretamente com Sábados gigantes do Canal 13, conduzido por Don Francisco. Em 1972 estabeleceu-se novamente em Porto Rico, desta vez por quatro anos, onde apresentou Súper Show Goya no Canal 11, junto a Lillian Hurst e Luz Odilia Font, que também era transmitido à comunidade latina nos Estados Unidos. Depois voltou a seu país para animar Dingolondango (1976-1977) e o recordado Festival de la una (1979-1988), ambos na Televisão Nacional de Chile (TVN). Neste último consagrou seu estilo de animação no Chile, especialmente por sua particular forma de anunciar os patrocinadores. Depois do fim de Festival de la una trabalhou na Rádio Nacional.

### Década de 1990 e retiro da televisão
Entre 1992 e 1993 voltou ao Peru, onde conduziu o programa de concursos O baú da felicidade na Panamericana Televisão. Durante a segunda metade da década de 1990 animou a transmissão dos sorteios do Kino da Loteria de Concepção; primeiro na Rede (1996), e depois na Megavisión, onde se chamou Teve Kino (1996-1998) e Festa de milhões (1998-2000), este último co-animado por Giovanni Canale. Em 30 de abril de 2000 Maluenda anunciou sua aposentadoria definitiva da televisão.
Durante a década de 2000 dedicou-se a realizar eventos privados através de sua produtora, Enrique Maluenda Produções, fundada em 1976. Em setembro de 2004, sofreu uma parálisis facial causada por um vírus, da qual se foi recuperando mediante exercícios faciais. Foi transplantado do fígado em novembro de 2006, e em 2010 instalou-se-lhe um marcapasos. Fez uma ponta no filme de 2008 Tony Manero. Em 2011 publicou sua autobiografía Festival de lembranças, e em 2 de outubro desse ano despediu-se dos palcos com um show do Festival de la una no Teatro Caupolicán de Santiago, ainda que tenha continuado a realizar apresentações com sua produtora, a qual na atualidade é administrada por seus filhos.

## Posição política
Em 1988 participou na faixa eleitoral do plebiscito realizado em Chile nesse ano, apoiando à opção "Sim" que procurava a continuidade da ditadura de Augusto Pinochet.
Em junho de 2012, ingressou na militância do partido político de direita Unión Demócrata Independiente (UDI).

## Morte
Maluenda morreu em 22 de outubro de 2023, aos 88 anos.